# Tapinella atrotomentosa
Tapinella atrotomentosa é uma espécie de cogumelo da família Tapinellaceae. Foi encontrado na Ásia, América do Norte e Central, e Europa.